# Made in Jamel
Pour plus de détails, voir Fiche technique et Distribution.
Made in Jamel est un DVD de sketches de l’humoriste français Jamel Debbouze, sorti le 1er décembre 2010.
Y participent Sophie Mounicot, Gad Elmaleh, Florence Foresti, Stromae, Elie Semoun, Didier Bourdon, Audrey Lamy, David Pujadas et la troupe du Jamel Comedy Club.

## Sketches
1. Les chevaliers de la Table Basse (avec Gad Elmaleh)
2. La leçon de Jamel... à Stromae (avec Stromae)
3. Made in France (avec Sophie Mounicot)
4. Les experts : Ouarzazate
5. La source à Manon (avec Audrey Lamy)
6. Amiral, Empereur, Général, Colonel Sadafi (avec Didier Bourdon)
7. Jamel's Brown (avec Youssef Hajdi)
8. Rocky et demi (avec Fatsah Bouyahmed)
9. L'interview de la Chaussure de Bush (avec David Pujadas)
10. Les Smashin'Pump Spin's (avec Elie Semoun)
11. Ça tourne à Kandahar
12. Low School Musical (avec Florence Foresti)

Le slogan du DVD est : « Pour un DVD acheté, un DVD acheté ».[réf. souhaitée]